# Martin Boyle
Martin Hopkin Boyle (Aberdeen, 25 aprile 1993) è un calciatore scozzese naturalizzato australiano, attaccante dell'Hibernian e della nazionale australiana.

## Caratteristiche tecniche
Ala destra, può ricoprire tutte le posizioni dell'attacco dispone di una buona tecnica individuale abbinata a una buona prestanza fisica, non è velocissimo ma compensa questo limite con un'eccellente capacità nel dribbling e ottimi mezzi tecnici quest'ultima caratteristica gli permette di arrivare facilmente alla conclusione in porta.

## Carriera

### Nazionale
Ha giocato nella nazionale scozzese Under-16.
Ha esordito con la nazionale australiana il 17 novembre 2018 in occasione dell'amichevole pareggiata 1-1 contro la Corea del Sud.
Nella partita successiva mette a segno una doppietta in amichevole nella vittoria per 3-0 contro il Libano.

## Statistiche

### Presenze e reti nei club
Statistiche aggiornate al 17 maggio 2025.
| Stagione         | Squadra          | Campionato       | Campionato | Campionato | Coppe nazionali | Coppe nazionali | Coppe nazionali | Coppe continentali | Coppe continentali | Coppe continentali | Altre coppe | Altre coppe | Altre coppe | Totale | Totale | Totale |
| Stagione         | Squadra          | Comp             | Pres       | Reti       | Comp            | Pres            | Reti            | Comp               | Pres               | Reti               | Comp        | Pres        | Reti        | Pres   | Reti   |        |
| ---------------- | ---------------- | ---------------- | ---------- | ---------- | --------------- | --------------- | --------------- | ------------------ | ------------------ | ------------------ | ----------- | ----------- | ----------- | ------ | ------ | ------ |
| 2009-2010        | Montrose         | STD              | 5          | 0          | CS+CdL          | 1+0             | 0               |                    | -                  | -                  |             | -           | -           | 6      | 0      |        |
| 2010-2011        | Montrose         | STD              | 23         | 3          | CS+CdL          | 5+0             | 1+0             |                    | -                  | -                  |             | -           | -           | 28     | 4      |        |
| 2011-2012        | Montrose         | STD              | 36         | 22         | CS+CdL          | 3+1             | 0               |                    | -                  | -                  | SCC         | 1           | 0           | 41     | 22     |        |
| lugl.-ago. 2012  | Montrose         | STD              | 1          | 0          | CS+CdL          | 0+1             | 0+1             |                    | -                  | -                  | SCC         | 2           | 1           | 4      | 2      |        |
| 2012-gen. 2013   | Dundee           | SPL              | 9          | 0          | CS+CdL          | 1+0             | 0               |                    | -                  | -                  |             | -           | -           | 10     | 0      |        |
| gen.-giu. 2013   | Montrose         | STD              | 14         | 9          |                 | -               | -               |                    | -                  | -                  |             | -           | -           | 14     | 9      |        |
| Totale Montrose  | Totale Montrose  | Totale Montrose  | 79         | 34         |                 | 11              | 2               |                    | -                  | -                  |             | 3           | 1           | 93     | 37     |        |
| 2013-2014        | Dundee           | SC               | 29         | 4          | CS+CdL          | 1+1             | 0               |                    | -                  | -                  | SCC         | 2           | 0           | 33     | 4      |        |
| 2014-gen. 2015   | Dundee           | SP               | 18         | 0          | CS+CdL          | 1+3             | 0+1             |                    | -                  | -                  |             | -           | -           | 22     | 1      |        |
| Totale Dundee    | Totale Dundee    | Totale Dundee    | 56         | 4          |                 | 7               | 1               |                    | -                  | -                  |             | 2           | 0           | 65     | 5      |        |
| gen.-giu. 2015   | Hibernian        | SC               | 17         | 3          |                 | -               | -               |                    | -                  | -                  |             | -           | -           | 17     | 3      |        |
| 2015-2016        | Hibernian        | SC               | 25+1       | 6+0        | CS+CdL          | 3+4             | 0               |                    | -                  | -                  |             | -           | -           | 33     | 6      |        |
| 2016-2017        | Hibernian        | SC               | 34         | 8          | CS+CdL          | 4+1             | 0               | UEL                | 2                  | 0                  | SCC         | 2           | 1           | 43     | 9      |        |
| 2017-2018        | Hibernian        | SP               | 34         | 5          | CS+CdL          | 1+7             | 0+1             |                    | -                  | -                  |             | -           | -           | 42     | 6      |        |
| 2018-2019        | Hibernian        | SP               | 18         | 4          | CS+CdL          | 0+2             | 0               | UEL                | 5                  | 0                  |             | -           | -           | 25     | 4      |        |
| 2019-2020        | Hibernian        | SP               | 20         | 5          | CS+CdL          | 5+4             | 1+0             |                    | -                  | -                  |             | -           | -           | 29     | 6      |        |
| 2020-2021        | Hibernian        | SP               | 36         | 12         | CS+CdL          | 5+7             | 3+0             |                    | -                  | -                  |             | -           | -           | 48     | 15     |        |
| 2021-gen. 2022   | Hibernian        | SP               | 20         | 7          | CS+CdL          | 0+4             | 0+4             | UECL               | 4                  | 3                  |             | -           | -           | 28     | 14     |        |
| gen.-giu. 2022   | Al-Faisaly       | SPL              | 13         | 3          |                 | -               | -               | ACL                | 6                  | 1                  | -           | -           | -           | 19     | 4      |        |
| 2022-2023        | Hibernian        | SP               | 12         | 5          | CS+CdL          | 0               | 0               |                    | -                  | -                  |             | -           | -           | 12     | 5      |        |
| 2023-2024        | Hibernian        | SP               | 31         | 5          | CS+CdL          | 2+3             | 1+2             | UECL               | 5                  | 3                  |             | -           | -           | 41     | 11     |        |
| 2024-2025        | Hibernian        | SP               | 36         | 15         | CS+CdL          | 3+5             | 2+3             |                    | -                  | -                  |             | -           | -           | 44     | 20     |        |
| Totale Hibernian | Totale Hibernian | Totale Hibernian | 283+1      | 75+0       |                 | 60              | 17              |                    | 16                 | 6                  |             | 2           | 1           | 362    | 99     |        |
| Totale carriera  | Totale carriera  | Totale carriera  | 432        | 116        |                 | 78              | 20              |                    | 22                 | 7                  |             | 7           | 2           | 539    | 145    |        |

### Cronologia presenze e reti in nazionale
| Cronologia completa delle presenze e delle reti in nazionale ― Australia | Cronologia completa delle presenze e delle reti in nazionale ― Australia | Cronologia completa delle presenze e delle reti in nazionale ― Australia | Cronologia completa delle presenze e delle reti in nazionale ― Australia | Cronologia completa delle presenze e delle reti in nazionale ― Australia | Cronologia completa delle presenze e delle reti in nazionale ― Australia | Cronologia completa delle presenze e delle reti in nazionale ― Australia | Cronologia completa delle presenze e delle reti in nazionale ― Australia |
| Data                                                                     | Città                                                                    | In casa                                                                  | Risultato                                                                | Ospiti                                                                   | Competizione                                                             | Reti                                                                     | Note                                                                     |
| ------------------------------------------------------------------------ | ------------------------------------------------------------------------ | ------------------------------------------------------------------------ | ------------------------------------------------------------------------ | ------------------------------------------------------------------------ | ------------------------------------------------------------------------ | ------------------------------------------------------------------------ | ------------------------------------------------------------------------ |
| 17-11-2018                                                               | Brisbane                                                                 | Australia                                                                | 1 – 1                                                                    | Corea del Sud                                                            | Amichevole                                                               | -                                                                        | 71’ 89’                                                                  |
| 20-11-2018                                                               | Sydney                                                                   | Australia                                                                | 3 – 0                                                                    | Libano                                                                   | Amichevole                                                               | 2                                                                        |                                                                          |
| 30-12-2018                                                               | Dubai                                                                    | Oman                                                                     | 0 – 5                                                                    | Australia                                                                | Amichevole                                                               | -                                                                        | 72’                                                                      |
| 14-11-2019                                                               | Amman                                                                    | Giordania                                                                | 0 – 1                                                                    | Australia                                                                | Qual. Mondiali 2022                                                      | -                                                                        | 73’                                                                      |
| 3-6-2021                                                                 | Al Kuwait                                                                | Australia                                                                | 3 – 0                                                                    | Kuwait                                                                   | Qual. Mondiali 2022                                                      | -                                                                        |                                                                          |
| 11-6-2021                                                                | Al Kuwait                                                                | Nepal                                                                    | 0 – 3                                                                    | Australia                                                                | Qual. Mondiali 2022                                                      | 1                                                                        | 72’                                                                      |
| 15-6-2021                                                                | Al Kuwait                                                                | Australia                                                                | 1 – 0                                                                    | Giordania                                                                | Qual. Mondiali 2022                                                      | -                                                                        | 5’                                                                       |
| 2-9-2021                                                                 | Doha                                                                     | Australia                                                                | 3 – 0                                                                    | Cina                                                                     | Qual. Mondiali 2022                                                      | 1                                                                        | 69’                                                                      |
| 7-10-2021                                                                | Doha                                                                     | Australia                                                                | 3 – 1                                                                    | Oman                                                                     | Qual. Mondiali 2022                                                      | 1                                                                        | 86’                                                                      |
| 12-10-2021                                                               | Saitama                                                                  | Giappone                                                                 | 2 – 1                                                                    | Australia                                                                | Qual. Mondiali 2022                                                      | -                                                                        | 89’                                                                      |
| 11-11-2021                                                               | Sydney                                                                   | Australia                                                                | 0 – 0                                                                    | Arabia Saudita                                                           | Qual. Mondiali 2022                                                      | -                                                                        | 87’                                                                      |
| 16-11-2021                                                               | Sharjah                                                                  | Cina                                                                     | 1 – 1                                                                    | Australia                                                                | Qual. Mondiali 2022                                                      | -                                                                        | 83’                                                                      |
| 27-1-2022                                                                | Melbourne                                                                | Australia                                                                | 4 – 0                                                                    | Vietnam                                                                  | Qual. Mondiali 2022                                                      | -                                                                        | 81’                                                                      |
| 1-2-2022                                                                 | Mascate                                                                  | Oman                                                                     | 2 – 2                                                                    | Australia                                                                | Qual. Mondiali 2022                                                      | -                                                                        |                                                                          |
| 24-3-2022                                                                | Sydney                                                                   | Australia                                                                | 0 – 2                                                                    | Giappone                                                                 | Qual. Mondiali 2022                                                      | -                                                                        | 84’                                                                      |
| 29-3-2022                                                                | Gedda                                                                    | Arabia Saudita                                                           | 1 – 0                                                                    | Australia                                                                | Qual. Mondiali 2022                                                      | -                                                                        |                                                                          |
| 7-6-2022                                                                 | Ar Rayyan                                                                | Emirati Arabi Uniti                                                      | 1 – 2                                                                    | Australia                                                                | Qual. Mondiali 2022                                                      | -                                                                        |                                                                          |
| 13-6-2022                                                                | Ar Rayyan                                                                | Australia                                                                | 0 – 0 dts (5 – 4 dtr)                                                    | Perù                                                                     | Qual. Mondiali 2022                                                      | -                                                                        |                                                                          |
| 22-9-2022                                                                | Brisbane                                                                 | Australia                                                                | 1 – 0                                                                    | Nuova Zelanda                                                            | Amichevole                                                               | -                                                                        |                                                                          |
| 9-9-2023                                                                 | Arlington                                                                | Messico                                                                  | 2 – 2                                                                    | Australia                                                                | Amichevole                                                               | 1                                                                        | 74’                                                                      |
| 13-10-2023                                                               | Londra                                                                   | Inghilterra                                                              | 1 – 0                                                                    | Australia                                                                | Amichevole                                                               | -                                                                        | 83’                                                                      |
| 17-10-2023                                                               | Londra                                                                   | Australia                                                                | 2 – 0                                                                    | Nuova Zelanda                                                            | Amichevole                                                               | -                                                                        | 82’                                                                      |
| 21-11-2023                                                               | Al Kuwait                                                                | Palestina                                                                | 0 – 1                                                                    | Australia                                                                | Qual. Mondiali 2026                                                      | -                                                                        | 62’                                                                      |
| 13-1-2024                                                                | Al Rayyan                                                                | Australia                                                                | 2 – 0                                                                    | India                                                                    | Coppa d'Asia 2023 - 1º turno                                             | -                                                                        | 63’                                                                      |
| 18-1-2024                                                                | Doha                                                                     | Siria                                                                    | 0 – 1                                                                    | Australia                                                                | Coppa d'Asia 2023 - 1º turno                                             | -                                                                        | 83’                                                                      |
| 23-1-2024                                                                | Al Wakrah                                                                | Australia                                                                | 1 – 1                                                                    | Uzbekistan                                                               | Coppa d'Asia 2023 - 1º turno                                             | 1                                                                        | 72’                                                                      |
| 28-1-2024                                                                | Al Rayyan                                                                | Australia                                                                | 4 – 0                                                                    | Indonesia                                                                | Coppa d'Asia 2023 - Ottavi di finale                                     | 1                                                                        |                                                                          |
| 2-2-2024                                                                 | Al Wakrah                                                                | Australia                                                                | 1 – 2 dts                                                                | Corea del Sud                                                            | Coppa d'Asia 2023 - Quarti di finale                                     | -                                                                        | 87’                                                                      |
| 11-6-2024                                                                | Perth                                                                    | Australia                                                                | 5 – 0                                                                    | Palestina                                                                | Qual. Mondiali 2026                                                      | 1                                                                        | 70’                                                                      |
| 5-9-2024                                                                 | Gold Coast                                                               | Australia                                                                | 0 – 1                                                                    | Bahrein                                                                  | Qual. Mondiali 2026                                                      | -                                                                        | 58’                                                                      |
| 20-3-2025                                                                | Sydney                                                                   | Australia                                                                | 5 – 1                                                                    | Indonesia                                                                | Qual. Mondiali 2026                                                      | 1                                                                        | 46’                                                                      |
| 25-3-2025                                                                | Hangzhou                                                                 | Cina                                                                     | 0 – 2                                                                    | Australia                                                                | Qual. Mondiali 2026                                                      | -                                                                        | 90+2’                                                                    |
| 5-6-2025                                                                 | Perth                                                                    | Australia                                                                | 1 – 0                                                                    | Giappone                                                                 | Qual. Mondiali 2026                                                      | -                                                                        | 46’                                                                      |
| 10-6-2025                                                                | Gedda                                                                    | Arabia Saudita                                                           | 1 – 2                                                                    | Australia                                                                | Qual. Mondiali 2026                                                      | -                                                                        | 33’ 77’                                                                  |
| Totale                                                                   |                                                                          | Presenze                                                                 | 34                                                                       |                                                                          | Reti                                                                     | 10                                                                       |                                                                          |

## Palmarès

### Club

#### Competizioni nazionali
- Coppa di Scozia: 1

Hibernian: 2015-2016
- Scottish Championship: 1

Hibernian: 2016-2017

### Individuale
- Capocannoniere della Scottish Third Division: 1

2011-2012 (22 reti)